# Ipa spasskyi
Ipa spasskyi là một loài nhện trong họ Linyphiidae.
Loài này thuộc chi Ipa. Ipa spasskyi được Andrei V. Tanasevitch miêu tả năm 1986.